# Stopnie służbowe w Służbie Celnej

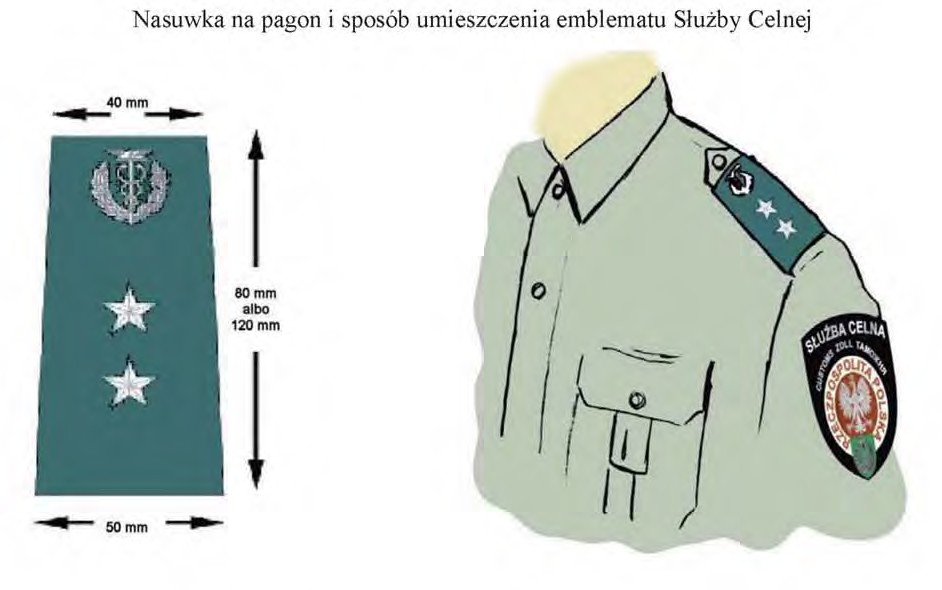
Wymiary i sposób noszenia nakładki na naramiennik używanej w Służbie Celnej

Stopnie służbowe w Służbie Celnej – tytuły funkcjonariuszy byłej formacji Służby Celnej oznaczające miejsce danego funkcjonariusza w hierarchii służbowej.

## Stopnie służbowe Służby Celnej w latach 1999-2009
W roku 1999 wraz z powstaniem Służby Celnej wprowadzono stopnie służbowe dla funkcjonariuszy tej formacji. Ustanowiono następujące stopnie:
- aplikant celny
- młodszy rewident celny
- rewident celny
- starszy rewident celny
- młodszy dyspozytor celny
- dyspozytor celny
- starszy dyspozytor celny
- młodszy aspirant celny
- aspirant celny
- starszy aspirant celny
- podkomisarz celny
- komisarz celny
- nadkomisarz celny
- generalny komisarz celny[a]
- krajowy komisarz celny[b]

Taki stan funkcjonował do roku 2009.

### Wzory dystynkcji funkcjonujące w latach 2000-2005
W roku 2000 w życie weszło rozporządzenie dotyczące umundurowania funkcjonariuszy Służby Celnej. Rozporządzenie to wprowadziło oznaczenia stopni służbowych: w formie patek na kołnierz marynarki, żakietu lub bluzy oraz umieszczane bezpośrednio na otoku czapki. Taki stan funkcjonował do roku 2005.
| dystynkcja celnika patka |                |                        |                |                        |                          |
| stopień służbowy         | Aplikant celny | Młodszy rewident celny | Rewident celny | Starszy rewident celny | Młodszy dyspozytor celny |

| dystynkcja celnika patka |                  |                          |                        |                |
| stopień służbowy         | Dyspozytor celny | Starszy dyspozytor celny | Młodszy aspirant celny | Aspirant celny |

| dystynkcja celnika patka |                        |                   |                |
| stopień służbowy         | Starszy aspirant celny | Podkomisarz celny | Komisarz celny |

| dystynkcja celnika patka |                   |                          |                        |
| stopień służbowy         | Nadkomisarz celny | Generalny komisarz celny | Krajowy komisarz celny |

W latach 2000–2005 na czapce nie umieszczano oznak konkretnych stopni, lecz wzdłuż górnej krawędzi otoku umieszczano następujące oznaczenia:
- na czapce: krajowego komisarza celnego, generalnego komisarza celnego i nadkomisarza celnego – wężyk koloru srebrnego o wysokości 25 mm wykonany z taśmy o szerokości 17 mm
- na czapce: komisarza celnego, podkomisarza celnego i starszego aspiranta celnego – dwa płaskie sznury koloru srebrnego o szerokości 6 mm
- na czapce: aspiranta celnego, młodszego aspiranta celnego, starszego dyspozytora celnego i dyspozytora celnego – jeden płaski sznur koloru srebrnego o szerokości 6 mm

Na czapkach pozostałych funkcjonariuszy nie umieszczano oznaczeń tego typu.

### Wzory dystynkcji funkcjonujące w latach 2005-2009
W roku 2005 weszło w życie rozporządzenie wprowadzające nowe umundurowanie dla funkcjonariuszy Służby Celnej. Przyjęcie nowych mundurów wymusiło zmianę wzorów i sposoby noszenia dystynkcji.
Oznaczenia stopni na patkach zastąpiły dystynkcje umieszczone na pochewkach nakładanych na naramienniki. Do umundurowania wyjściowego wprowadzono pochewki w kolorze szarozielonym z oznakami w kolorze srebrnym wykonane metodą haftu. Zaś do umundurowania polowego wprowadzono pochewki w kolorze szarozielonym lub czarnym, również ze srebrnymi, haftowanymi dystynkcjami. Ponadto wprowadzono oznakę stopnia na umieszczaną otoku czapki wyjściowej lub kapelusika dla funkcjonariuszy-kobiet.
Wzory dystynkcji obowiązujące w latach 2005-2009:
| dystynkcja celnika pochewka na naramiennik |                |                        |                |                        |                          |
| stopień służbowy                           | Aplikant celny | Młodszy rewident celny | Rewident celny | Starszy rewident celny | Młodszy dyspozytor celny |

| dystynkcja celnika pochewka na naramiennik |                  |                          |                        |                |
| stopień służbowy                           | Dyspozytor celny | Starszy dyspozytor celny | Młodszy aspirant celny | Aspirant celny |

| dystynkcja celnika pochewka na naramiennik |                        |                   |                |
| stopień służbowy                           | Starszy aspirant celny | Podkomisarz celny | Komisarz celny |

| dystynkcja celnika pochewka na naramiennik |                   |                          |                        |
| stopień służbowy                           | Nadkomisarz celny | Generalny komisarz celny | Krajowy komisarz celny |

Rozporządzenie dotyczące umundurowania celników, zostało jednak szybko uchylone i w roku 2006 zastąpione nowym rozporządzeniem. Odnośnie do wyglądu dystynkcji nie wprowadzono dużych zmian. Zmianie uległ tylko kolor pochewek – do mundurów wyjściowych i polowych pochewki pozostały szarozielone, a do mundurów specjalnych wprowadzono pochewki czarne i niebieskie. Oznaczenia stopni pozostały w kolorze srebrnym, niezależnie od koloru pochewek. Oznaczenia stopni na otokach nieuległy zmianom.

## Stopnie służbowe Służby Celnej w latach 2009-2017

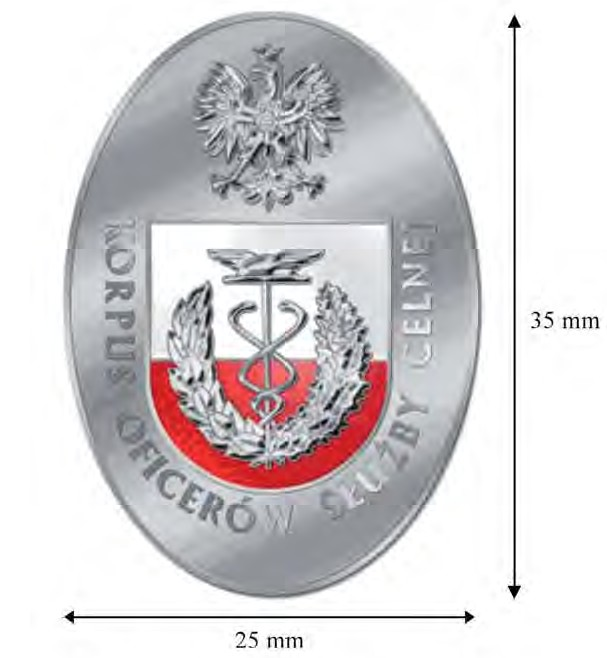
Oznaka noszona przez oficerów Służby Celnej. Wprowadzona w roku 2012

W roku 2009 weszła w życie nowa ustawa o Służbie Celnej. Nowa ustawa wprowadziła nowe stopnie, zlikwidowała część starych, a także wprowadziła podział na korpusy. Podział stopni w Służbie Celnej w latach 2009-2017:
- korpus szeregowych Służby Celnej:
  - aplikant celny
  - starszy aplikant celny
- korpus podoficerów Służby Celnej:
  - młodszy rewident celny
  - rewident celny
  - starszy rewident celny
  - młodszy rachmistrz celny
  - rachmistrz celny
  - starszy rachmistrz celny
- korpus aspirantów Służby Celnej:
  - młodszy aspirant celny
  - aspirant celny
  - starszy aspirant celny
- korpus oficerów młodszych Służby Celnej:
  - podkomisarz celny
  - komisarz celny
  - nadkomisarz celny
- korpus oficerów starszych Służby Celnej:
  - podinspektor celny
  - młodszy inspektor celny
  - inspektor celny
- korpus generałów Służby Celnej:
  - nadinspektor celny
  - generał Służby Celnej

Równorzędność stopni policyjnych i Straży Granicznej ze stopniami służbowymi w Służbie Celnej określa Rozporządzenie Rady Ministrów z dnia 29 października 2009 r.

### Wzory dystynkcji funkcjonujące w latach 2009-2017
W roku 2009 wprowadzono zmianę wzorów dystynkcji, co wiązało się z wprowadzeniem reorganizacją stopni w Służbie Celnej. Sposób noszenia dystynkcji oraz wykonanie nie uległo zmianie. Oznaki stopni wykonane są srebrną nicią, metodą haftu maszynowego. Wyjątkiem są stopnie nadinspektora celnego oraz generała SC – wykonuje się je ręcznie bajorkiem.
Korpus szeregowych Służby Celnej
| dystynkcja celnika pochewka na naramiennik |                |                        |
| stopień służbowy                           | Aplikant celny | Starszy aplikant celny |

Korpus podoficerów Służby Celnej
| dystynkcja celnika pochewka na naramiennik |                        |                |                        |                          |                  |                          |
| stopień służbowy                           | Młodszy rewident celny | Rewident celny | Starszy rewident celny | Młodszy rachmistrz celny | Rachmistrz celny | Starszy rachmistrz celny |

Korpus aspirantów Służby Celnej
| dystynkcja celnika pochewka na naramiennik |                        |                |                        |
| stopień służbowy                           | Młodszy aspirant celny | Aspirant celny | Starszy aspirant celny |

Korpus oficerów młodszych Służby Celnej
| dystynkcja celnika pochewka na naramiennik |                   |                |                   |
| stopień służbowy                           | Podkomisarz celny | Komisarz celny | Nadkomisarz celny |

Korpus oficerów starszych Służby Celnej
| dystynkcja celnika pochewka na naramiennik |                    |                         |                 |
| stopień służbowy                           | Podinspektor celny | Młodszy inspektor celny | Inspektor celny |

Korpus generałów Służby Celnej
| dystynkcja celnika pochewka na naramiennik |                    |                       |
| stopień służbowy                           | Nadinspektor celny | Generał Służby Celnej |

Kolejna zmiana w kwestii dystynkcji w Służbie Celnej weszła w życie w roku 2012. Zrezygnowano ze stosowanych do tej pory do umundurowania specjalnego pochewek w kolorze niebieskim, pozostały zaś pochewki czarne. Wprowadzono też odznakę korpusu oficerów Służby Celnej dla funkcjonariuszy korpusów oficerów młodszych oraz oficerów starszych.
Ponadto wprowadzono dystynkcje umieszczane na otoku czapki i kapelusika do munduru wyjściowego.